# نیروگاه هسته‌ای بیبلیس
نیروگاه هسته‌ای بیبلیس (به آلمانی: Kernkraftwerk Biblis) یک نیروگاه هسته‌ای در آلمان است که در بیبلیس واقع شده‌است.